# شابلون
شابلون، (به آلمانی: Schablone) مرسام یا استنسیل (به انگلیسی: Stencil) ورقه‌ای (پلاستیکی، چوبی، فلزی یا کاغذی) است که به واسطهٔ سوراخ‌هایی که بر روی آن ایجاد شده تصویر، متن یا الگویی به همراه خود دارد. هنگامی که مرسام را روی یک سطح قرار داده و روی آن رنگ می‌پاشند، الگوی مورد نظر نمایان می‌شود. با استفاده از مرسام می‌توان طیف گسترده‌ای از پیام‌ها را انتقال داد که شامل پیام تبلیغاتی، شعار و امثال اینهاست. مرسام را روی سطوح مختلف نیز می‌توان استفاده کرد، از روی دیوار گرفته تا روی پارچه و حتی روی غذا.

## نگارخانه

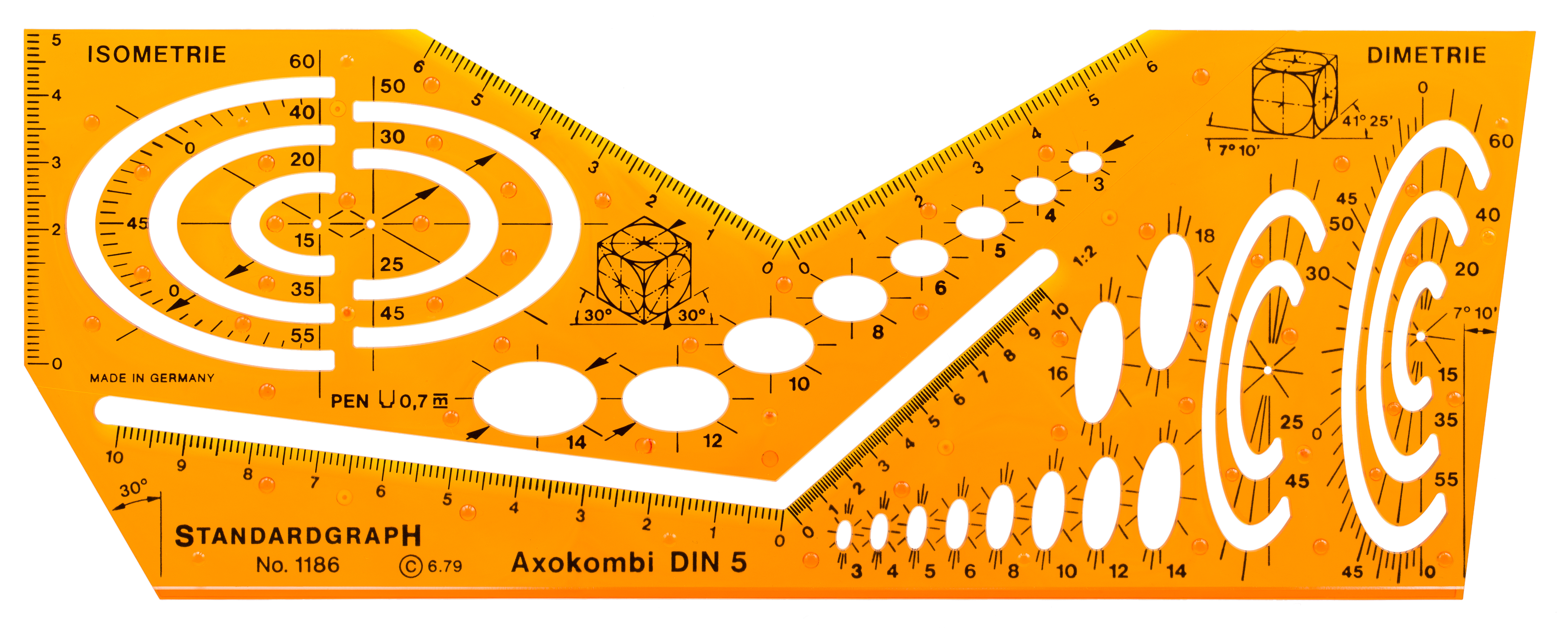
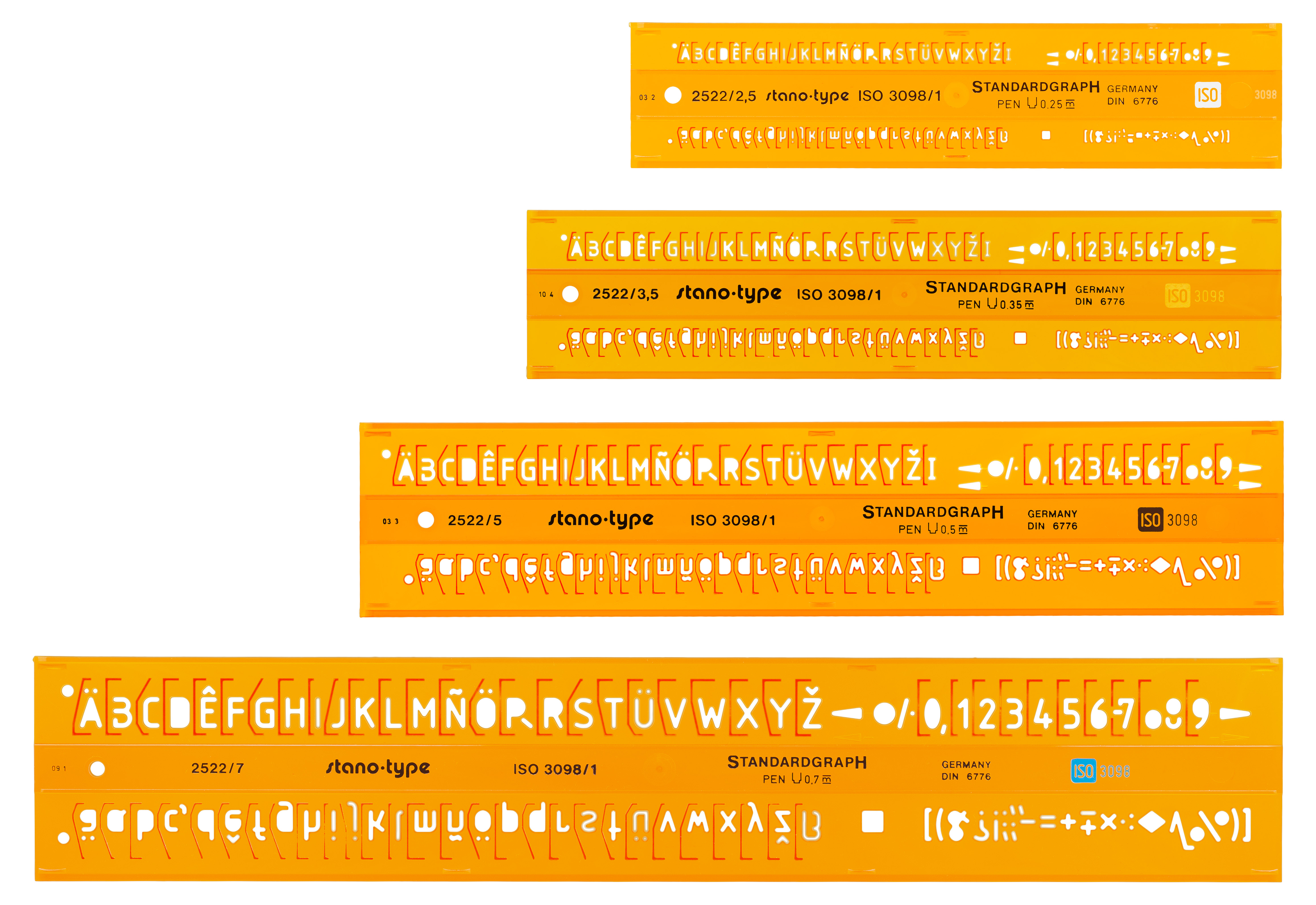
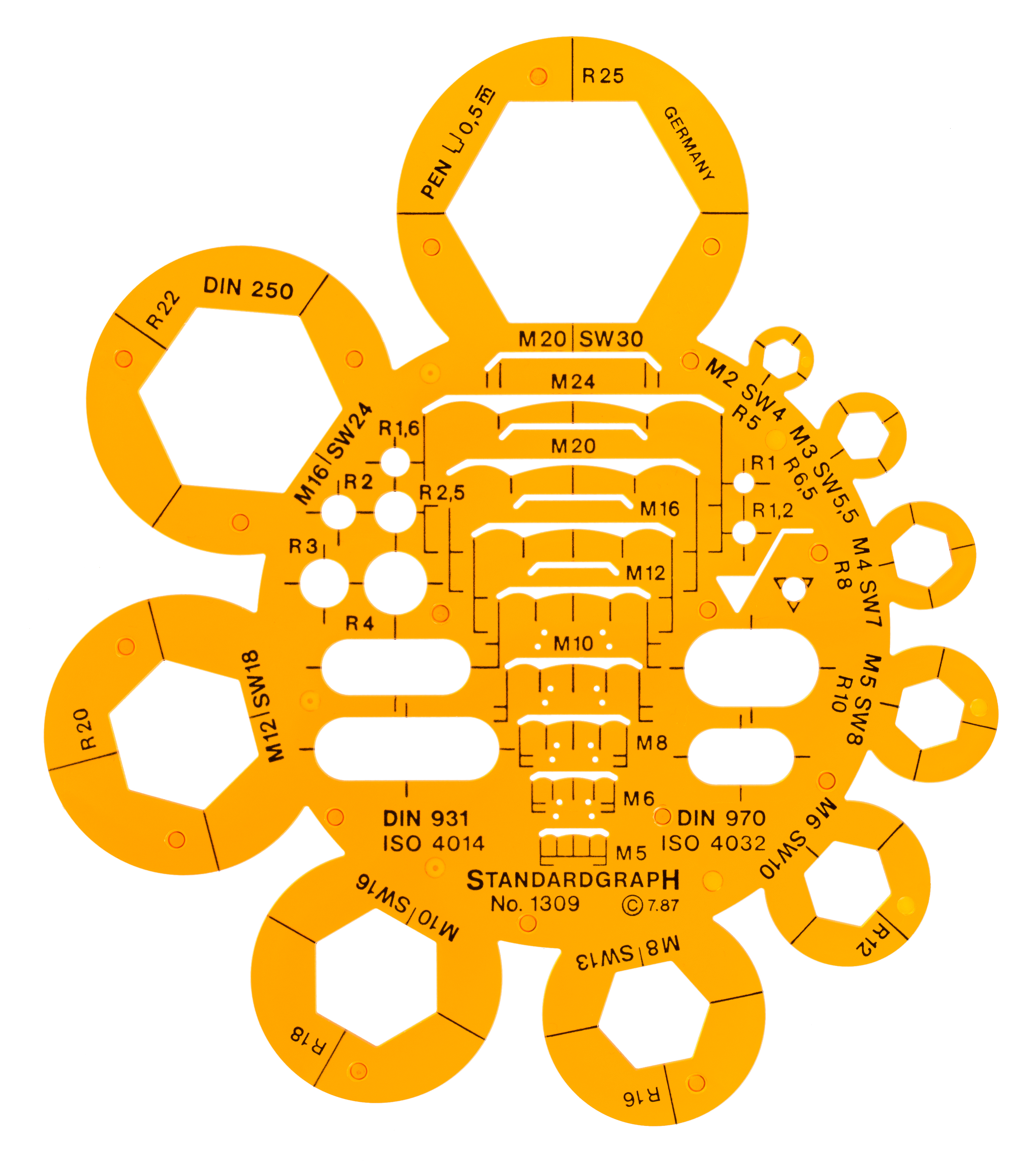
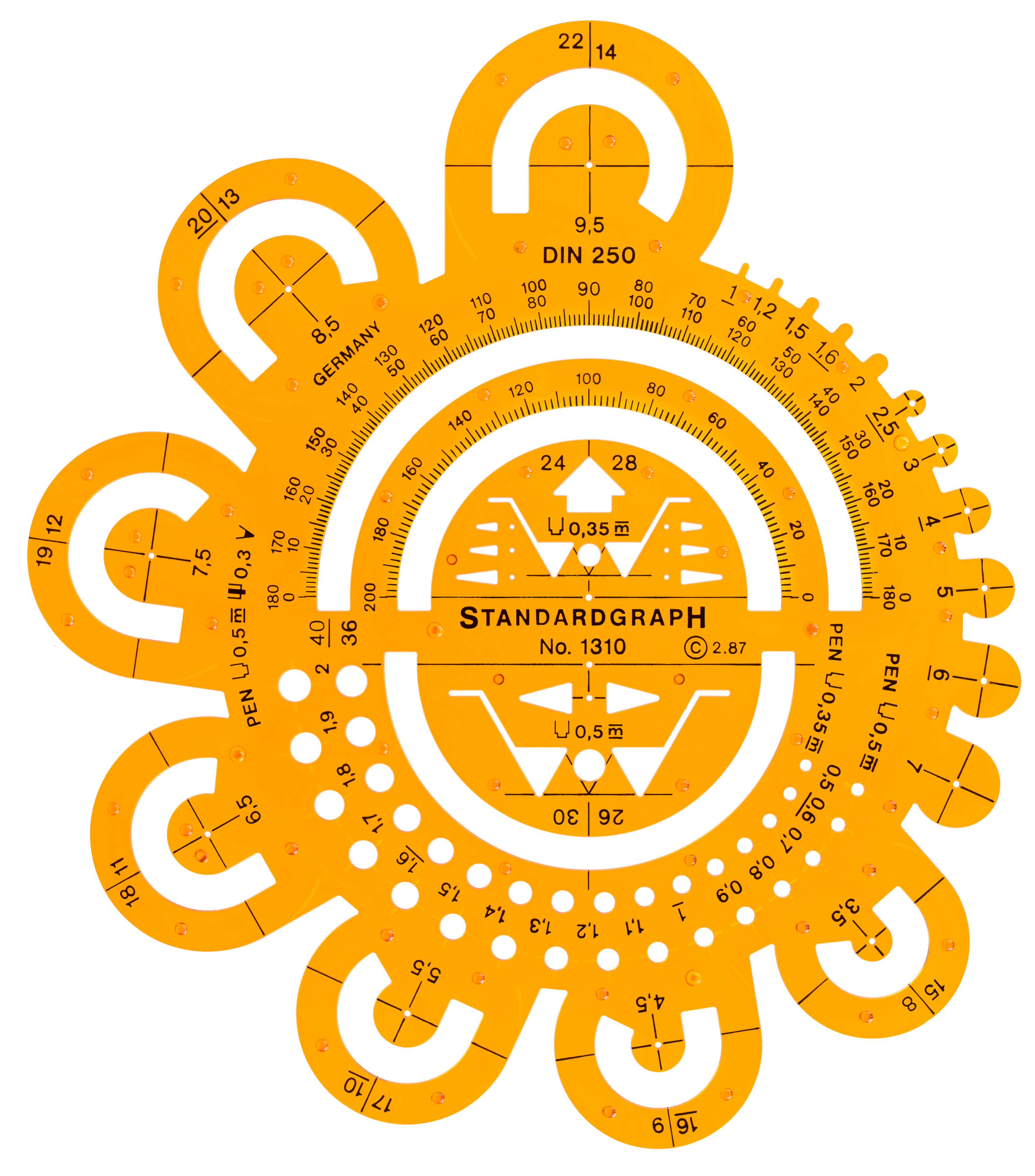
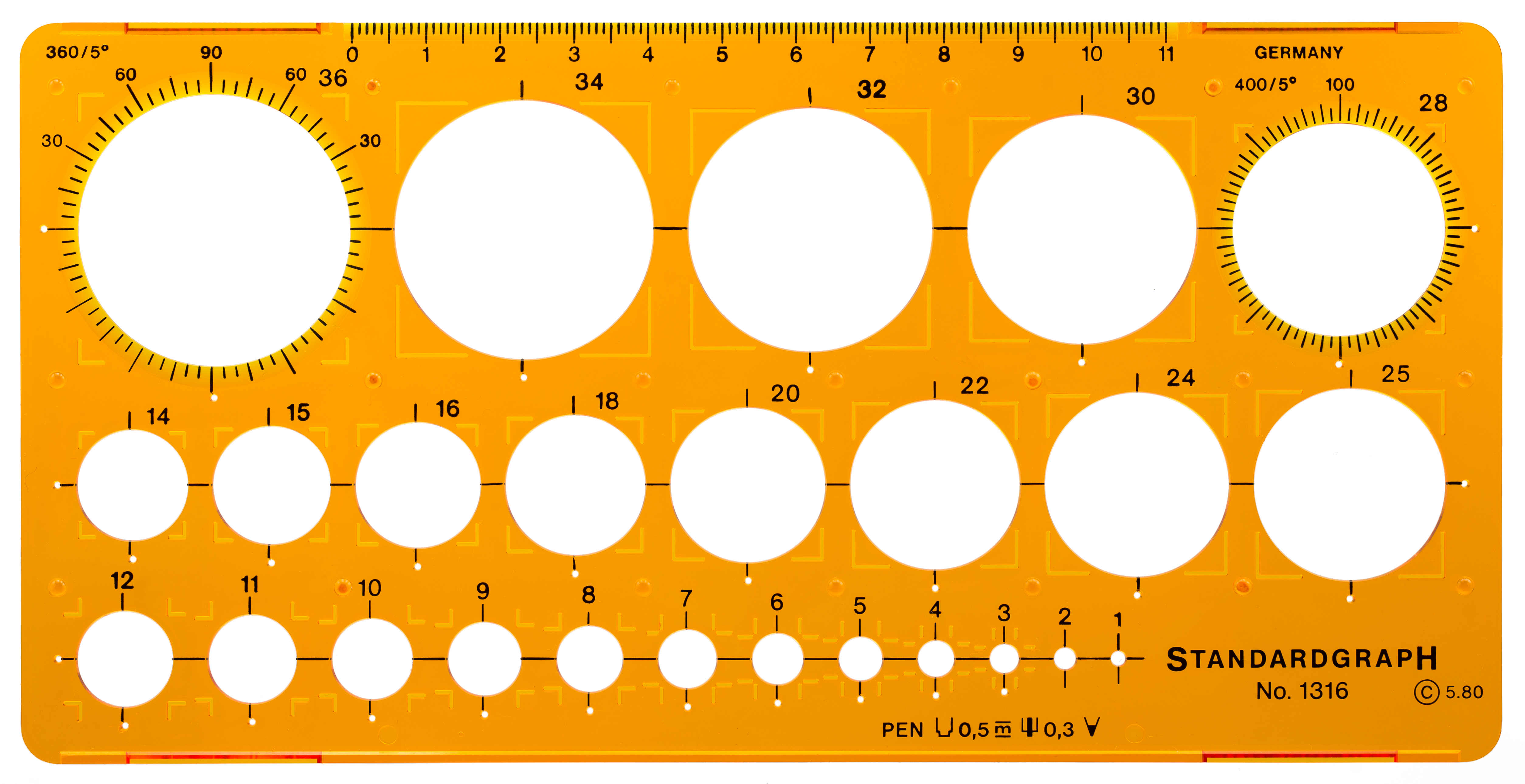
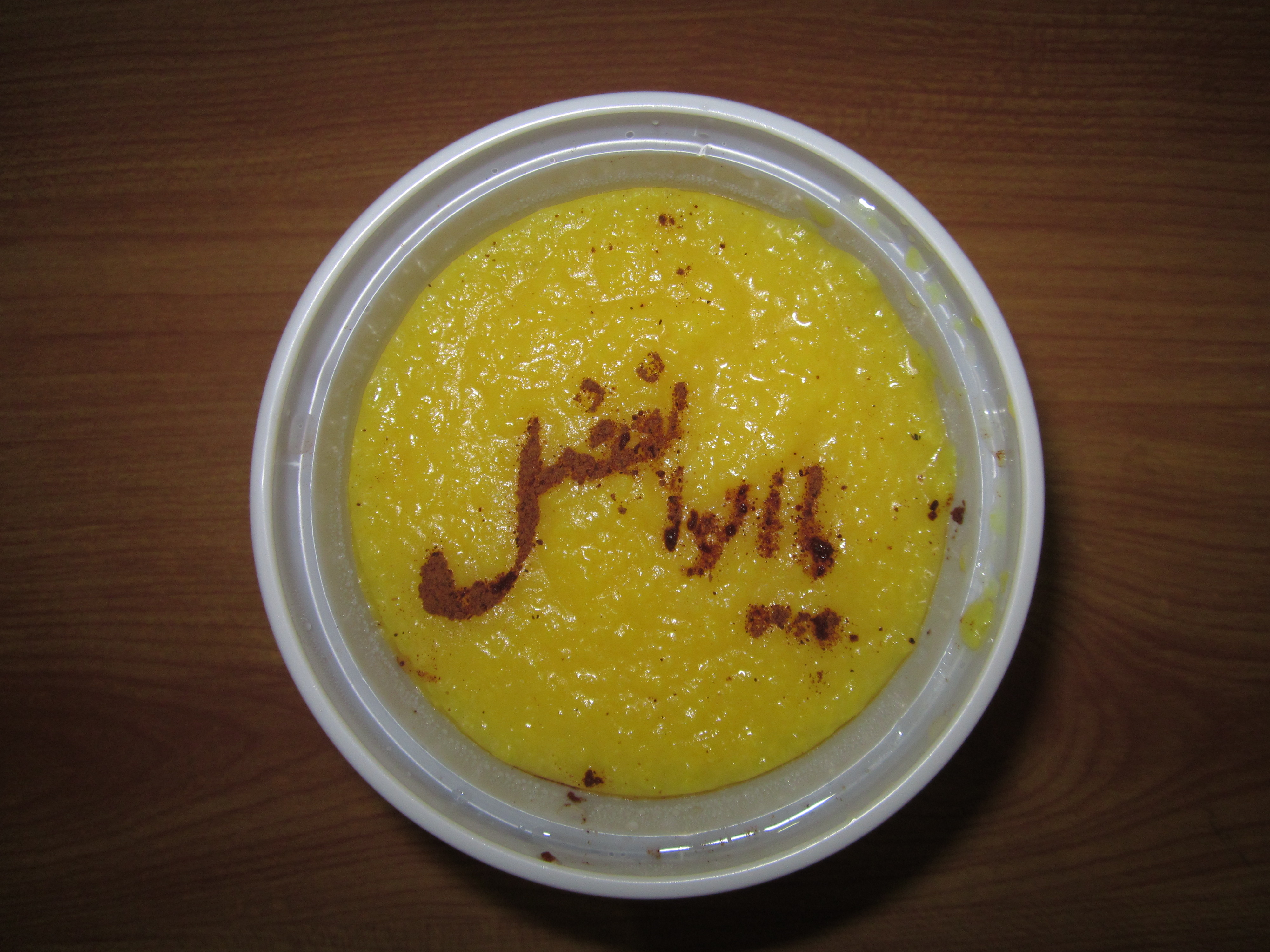
شله زرد که با دارچین و به وسیلهٔ شابلون تزیین شده‌است. شابلون استفاده‌شده در این موارد دارای پیام مذهبی است.
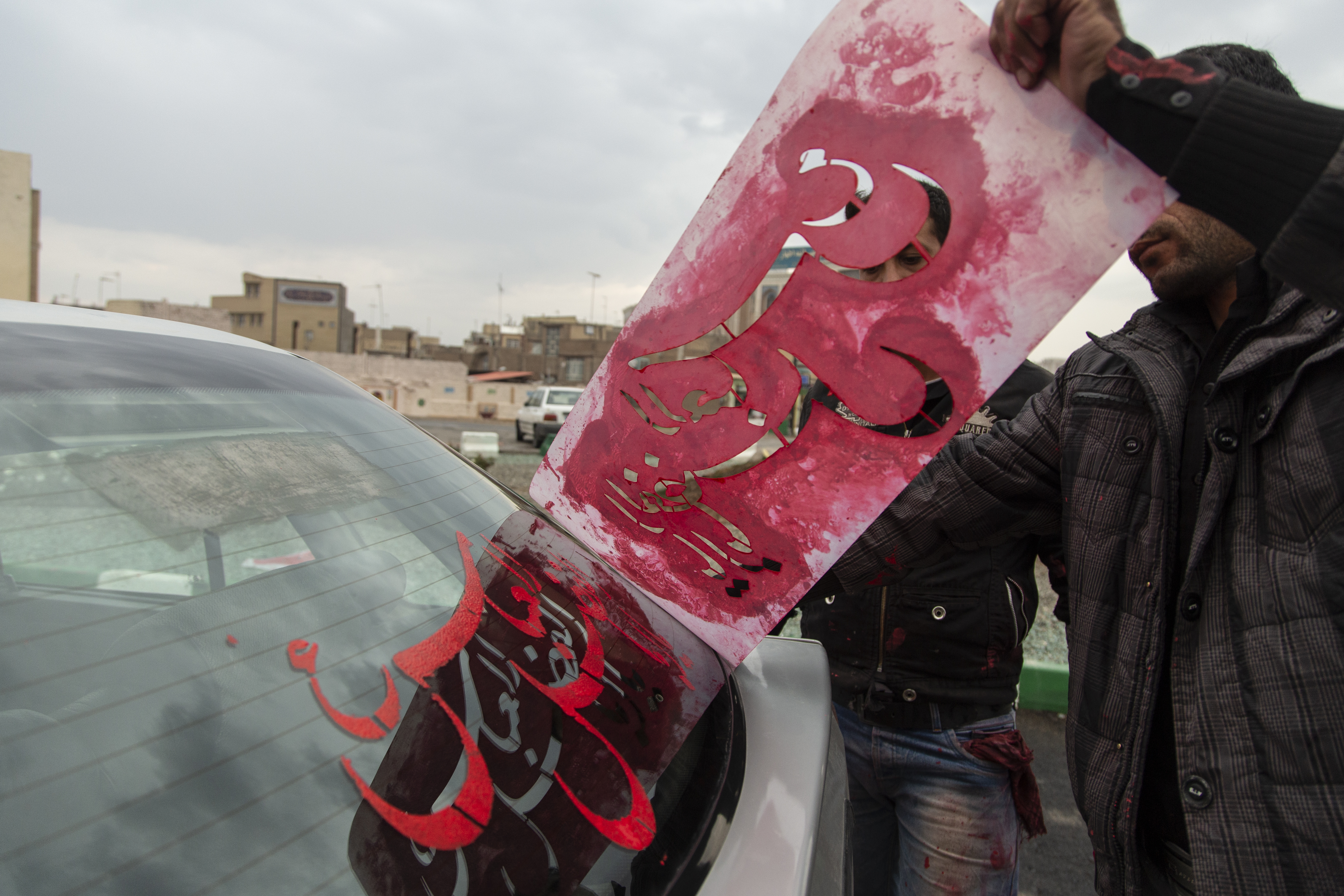
شابلون زدن بر روی ماشین ها در ایام محرم در شهر قم، سال ۱۳۹۳
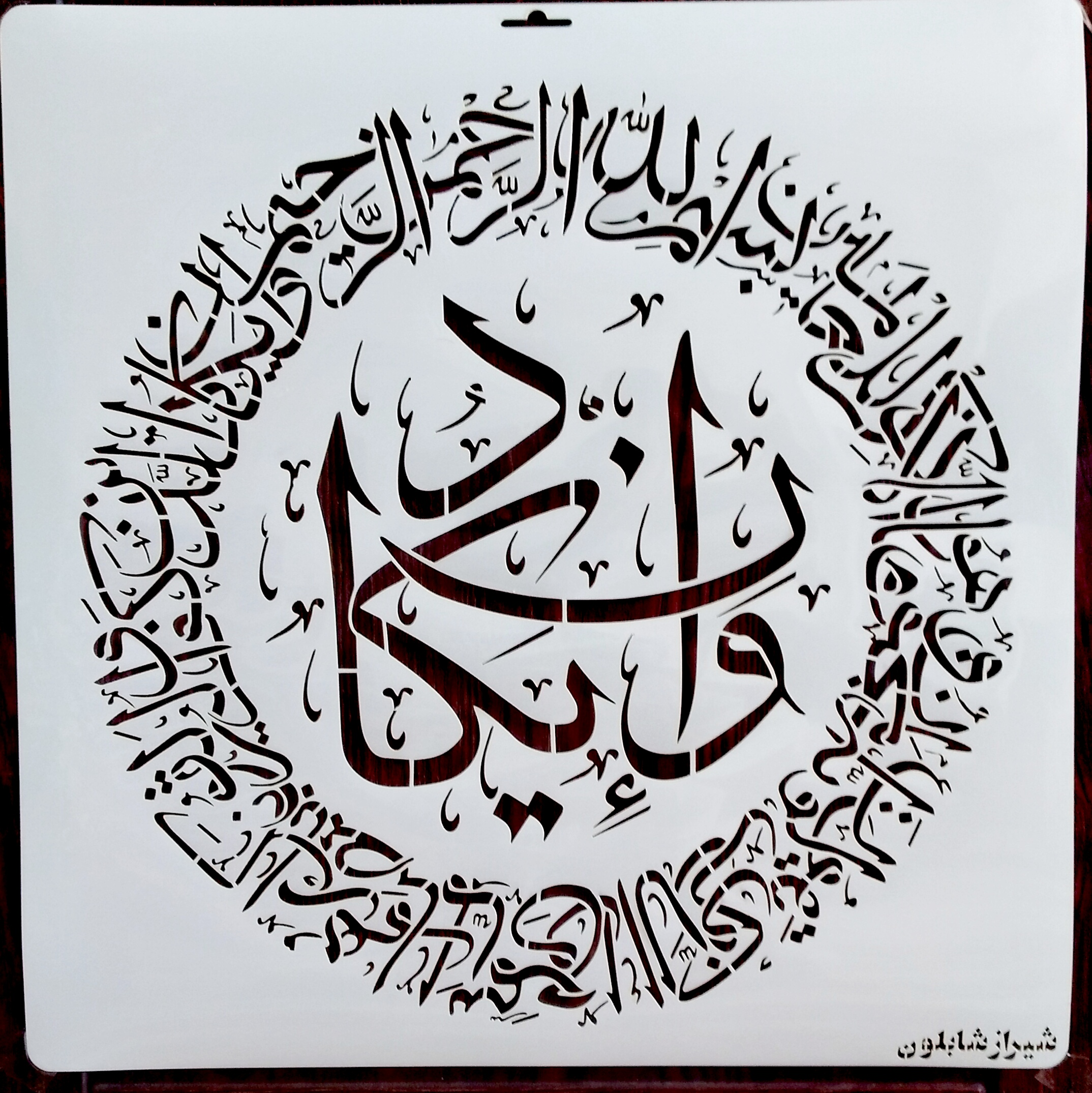
شابلون وانیکاد
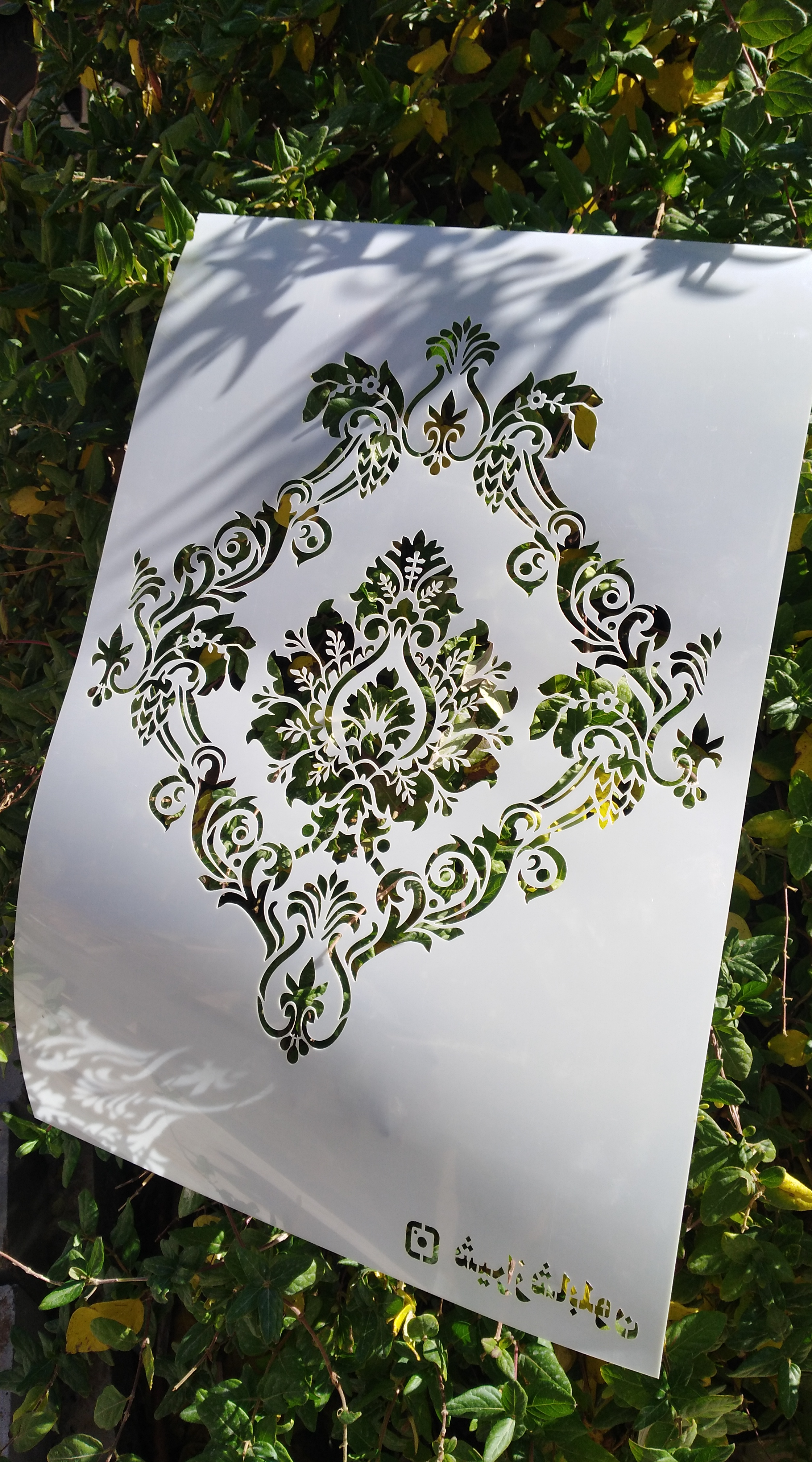
شابلون داماسک